# Gymnosiphon recurvatus
Gymnosiphon recurvatus är en enhjärtbladig växtart som beskrevs av Snelders och Paulus Johannes Maria Maas. Gymnosiphon recurvatus ingår i släktet Gymnosiphon och familjen Burmanniaceae.
Artens utbredningsområde är Guyana. Inga underarter finns listade i Catalogue of Life.